# Capidava dubia
Capidava dubia là một loài nhện trong họ Salticidae.
Loài này thuộc chi Capidava. Capidava dubia được Lodovico di Caporiacco miêu tả năm 1947.